# میخک سفید
میخک سفید فیلمی به کارگردانی رضا صفایی و نویسندگی حبیب‌اله کسمایی محصول سال ۱۳۵۱ است.

## خلاصه داستان

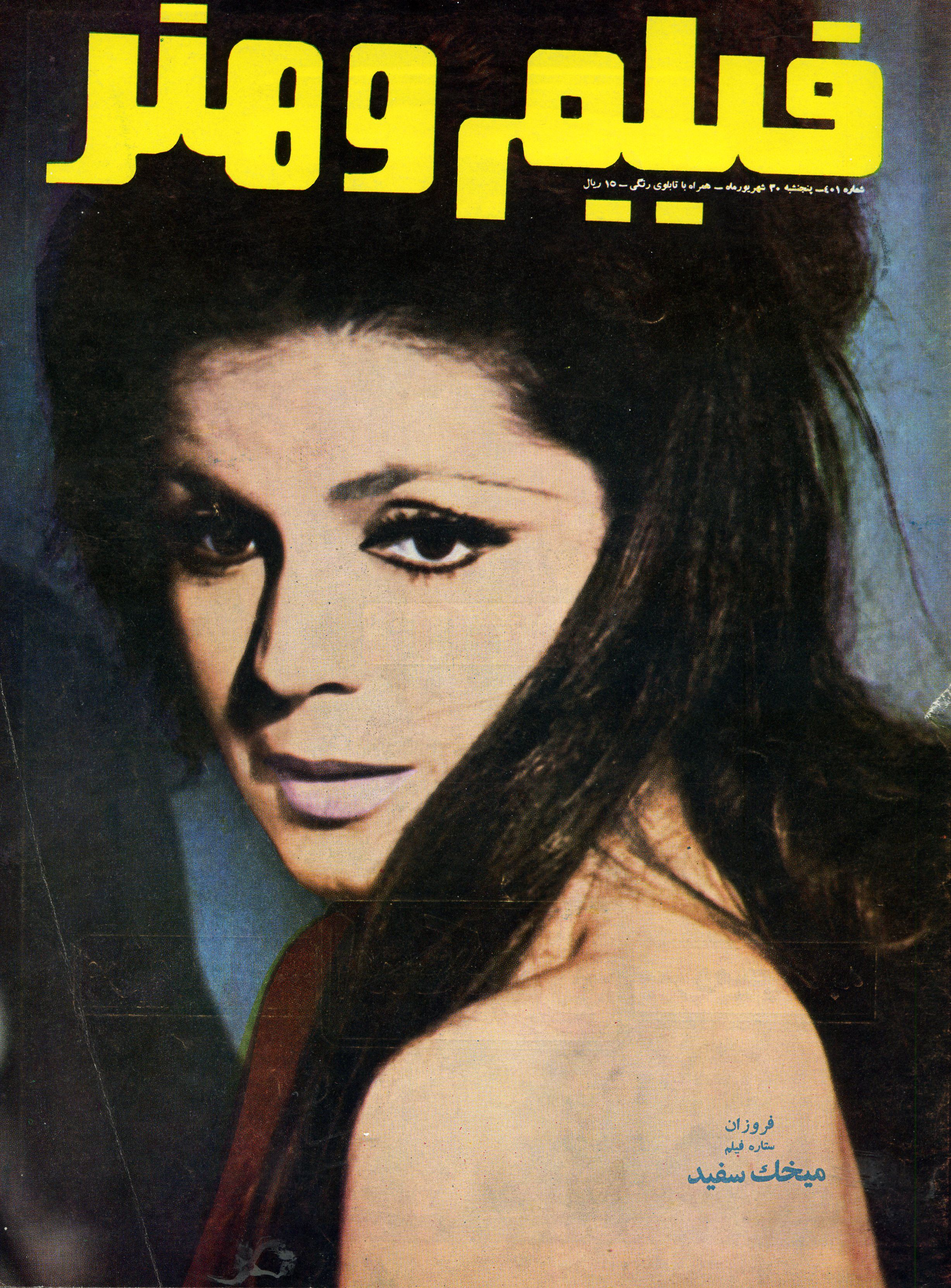
فروزان در تصویری از فیلم میخک سفید، پوستر منتشرشده بر روی جلد شمارهٔ ۴۰۱ مجلهٔ فیلم و هنر

ستاره (فروزان) آوازه خوان یک گروه شادمانی است. محمود (عبدالله بوتیمار)، که خاطرخواه ستاره شده، خانه ای مجلل برای او و دوستانش فراهم می‌کند، و آنها را به اجرای برنامه در کاباره ای بزرگ دعوت می‌کند. جوان دانشجویی به نام مسعود (تقی مختار)، به رغم مخالفت والدینش، به ستاره اظهار علاقه می‌کند. ستاره که به بیماری سرطان مبتلا است به درخواست مسعود از حضور در کاباره خودداری می‌کند، تا این که پدر مسعود با ستاره تماس می‌گیرد و از او می‌خواهد که برای آیندهٔ مسعود و نامزدش ارتباطش را با او قطع کند، و ستاره می‌پذیرد. حال ستاره وخیم می‌شود و دوستانش برای تهیهٔ خرج مداوای او تلاش می‌کنند. مسعود در روز عروسی اش از ملاقات پدرش با ستاره مطلع می‌شود و برای عذرخواهی نزد او می‌رود. ستاره در آغوش مسعود جان می‌دهد.

## بازیگران

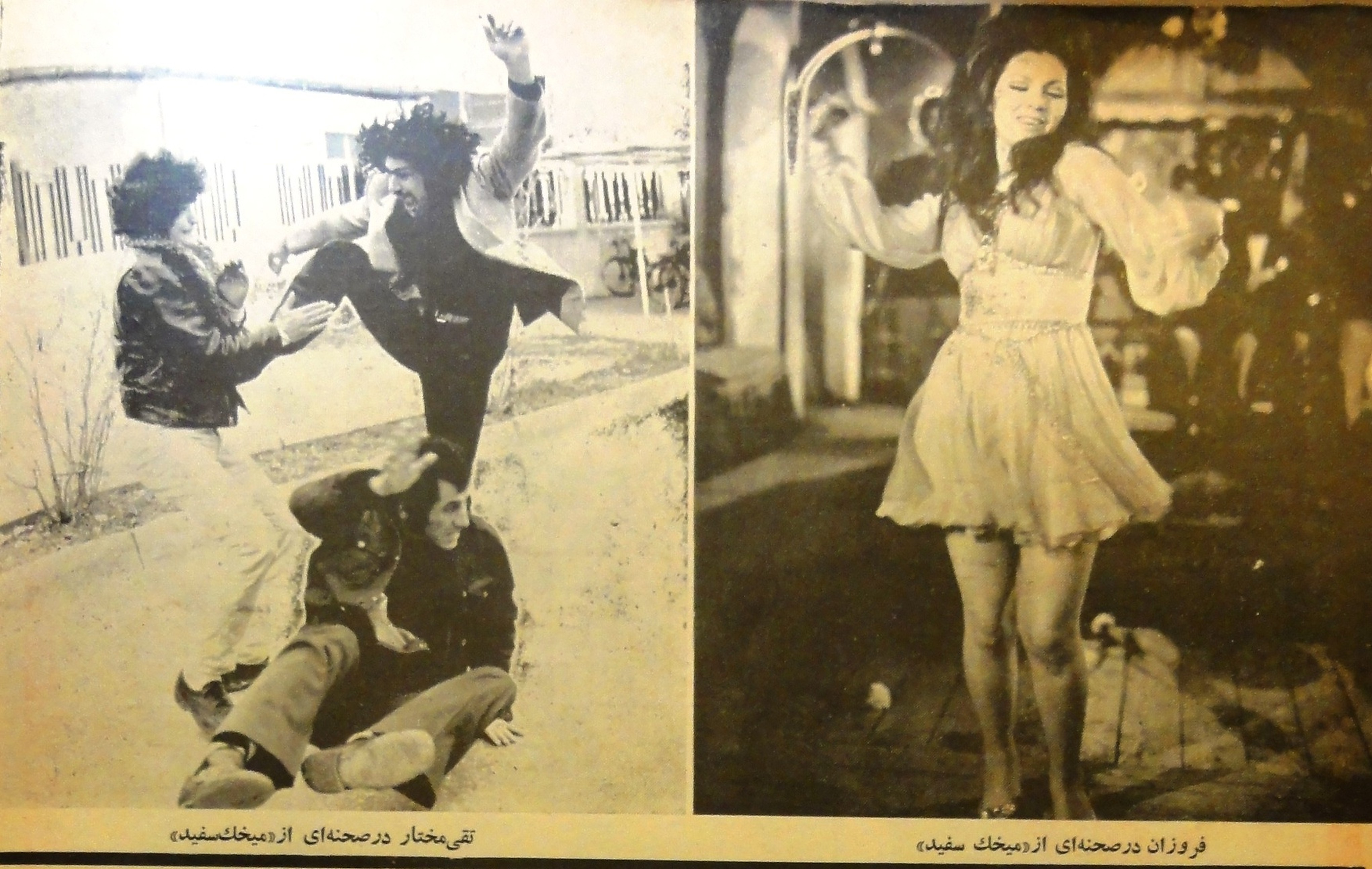
مختار و فروزان درفیلم میخک سفید

- فروزان
- تقی مختار
- منصور سپهرنیا
- علی میری
- حسن رضیانی
- عبداله بوتیمار
- حسن رضایی
- سیاوش شاکری
- عباس ناظری نیک
- گیتی فروهر
- اکبر جنتی شیرازی
- نظام الدین کیایی
- پروانه
- هنگامه
- فرشته
- فریدون نریمان
- مرتضی حدیقی
- حسین شهاب
- رضا حاجیان
- محمد نوروزی
- حمیدی